# Plastikmüll in den Ozeanen

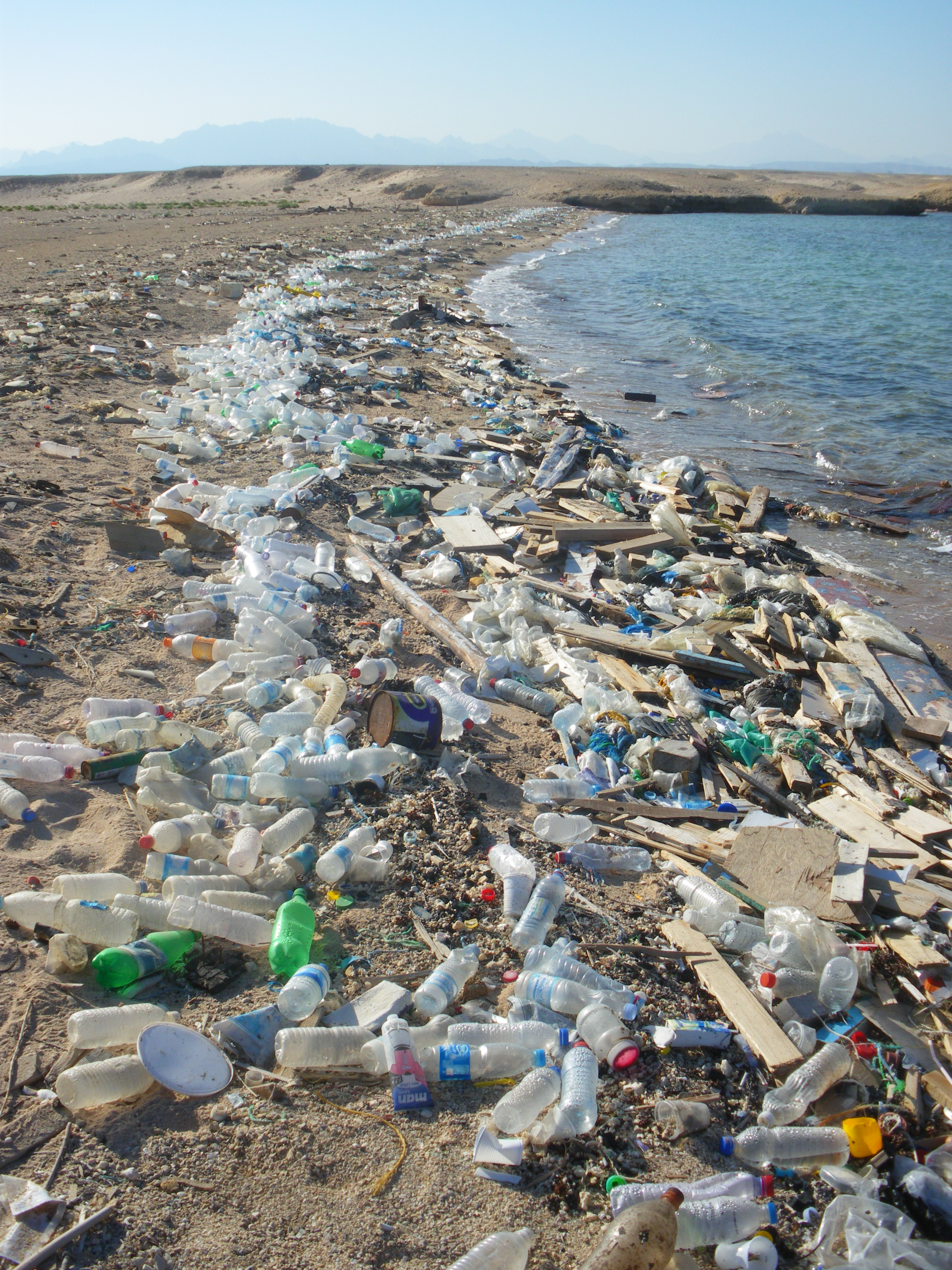
Grober Plastikmüll am Ufer des Roten Meeres (nahe Safaga, Ägypten)

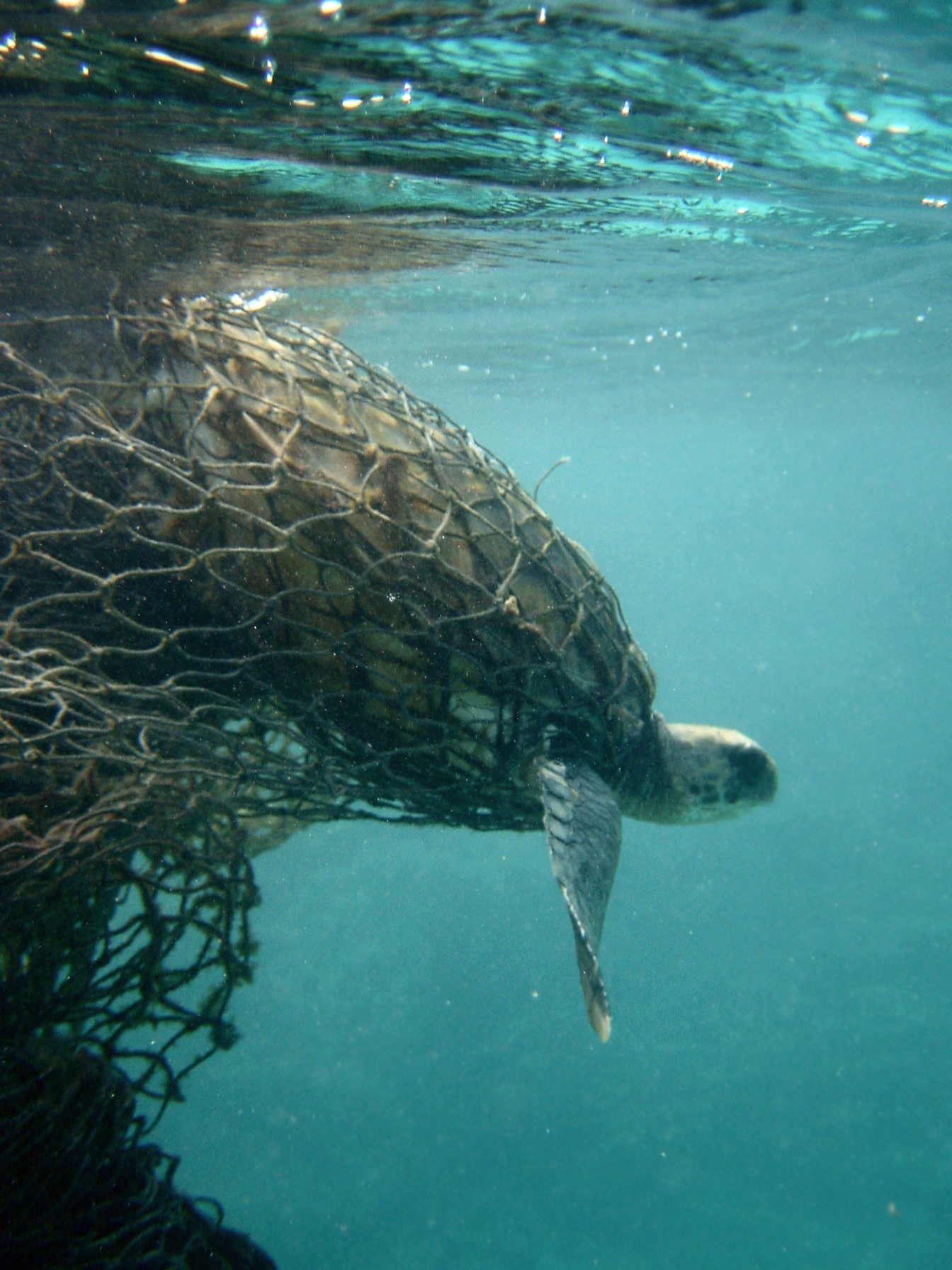
Eine in einem Geisternetz verfangene Schildkröte

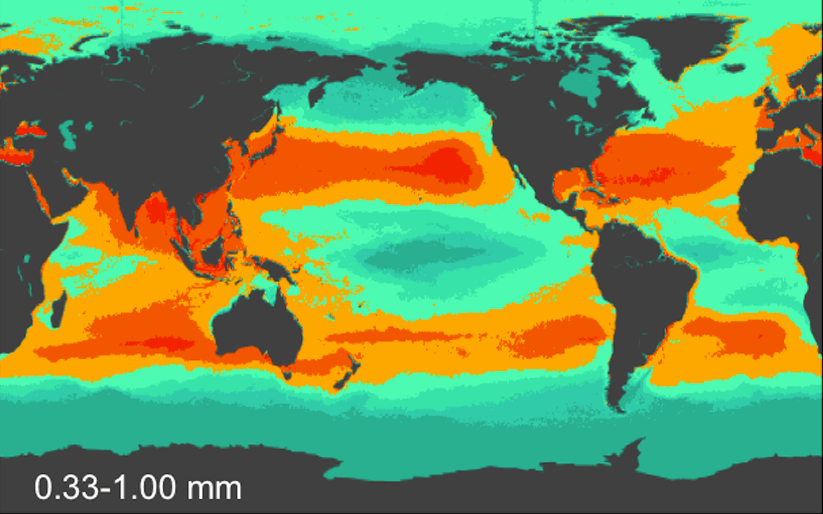
Verteilung von Plastikpartikeln an der Meeresoberfläche, hier nur die der Größe ⅓-1 mm:
Die zwei orangen Klassen zeigen 1.000 und 10.000 Teilchen/km²; die rote 100.000 (Datenmodell von 2014)

Plastikmüll in den Ozeanen ist eine Form der Verschmutzung der Ozeane; sie umfasst alle Überbleibsel von Kunststoffprodukten, die sich in den Meeren der Welt sammeln.
Die Verschmutzung der Meere durch Plastik ist ebenso wie die Verschmutzung der gesamten Umwelt durch Plastik enorm: Nach einer Anfang 2015 in der wissenschaftlichen Zeitschrift Science veröffentlichten Studie gelangten z. B. 2010 etwa 8 Millionen Tonnen dieses Mülls in die Ozeane, wobei das Konfidenzintervall mit 4,8 bis 12,7 Mio. t pro Jahr angegeben wurde. Insgesamt befinden sich mittlerweile rund 100 Mio. t Plastikmüll in den Weltmeeren; nach einer Anfang April 2024 veröffentlichten Studie gelange pro Minute das Volumen eines Müllwagens an Plastikmüll in die Ozeane – bei einem sich bis 2040 voraussichtlich verdoppelnden weltweiten Kunststoffverbrauch sei das Verständnis darüber, wie der entsprechende Abfall wohin gelange, entscheidend für den Schutz der Meeresökosysteme und der Tierwelt.
Plastikmüll in den Ozeanen schadet der Natur auf vielfache Weise:
- Die Plastikteile werden von den Meeresbewohnern häufig mit der üblichen Nahrung aufgenommen. Kleinere, evtl. zuvor degradierte Plastikpartikel steigen (teilweise bereits angefangen beim Plankton) in der Nahrungskette immer weiter auf und gelangen auf diesem Weg auch in die Nahrung anderer Lebewesen, z. B. des Menschen. Da den Plastikteilen viele giftige Chemikalien anlagern, können sie beim Menschen und auch bei anderen Tieren bspw. Krebs verursachen.
- Vor allem größere Teile können aber auch mechanisch die Verdauung, die Fortbewegung oder andere essenzielle Überlebensfunktionen verschiedener Lebewesen stören.
- Andere negative Umweltfolgen sind bislang weniger bekannt und weniger gut verstanden, z. B. biologische Invasion durch auf Plastikmüll lebende Organismen.

Die an der Meeresoberfläche schwimmenden Bestandteile sammeln sich teilweise in einigen Meeresdriftströmungswirbeln an und führen zu einer erheblichen Verdichtung in manchen Meeresregionen; die größte ist diejenige im Nordpazifikwirbel, der sogenannte Great Pacific Garbage Patch ‚Großer Pazifischer Müllteppich‘.

## Hintergrund
Eine Studie im Auftrag des World Economic Forum im Jahr 2016 beschreibt die Plastikwirtschaft als archetypische Linearwirtschaft, bei welcher im Gegensatz zu einer idealen Kreislaufwirtschaft nur 2 Prozent der jährlichen Produktion qualitätsgleich rezykliert wird. Weitere acht Prozent werden in einer Kaskade rezykliert, also auf einer tieferen Wertstufe. Hingegen wird weltweit ein Anteil von 32 Prozent der Kunststoffverpackungen weder deponiert noch verbrannt, sondern verlässt das System unkontrolliert.

“Every little piece of plastic manufactured in the past 50 years that made it into the ocean is still out there somewhere.”

„Jedes kleine Stück Plastik, das in den letzten 50 Jahren hergestellt wurde und in den Ozean gelangte, ist immer noch irgendwo dort draußen.“

## Ausdehnung, betroffene Gebiete, Dichte und Menge

Viel Plastikmüll in den Weltmeeren bleibt unsichtbar. Schätzung der Plastikmenge in den Weltmeeren, in Tonnen, 2018

Die großen Meeresströmungen der Erde mit Flussrichtungen;
blau = kalt, rot = warm

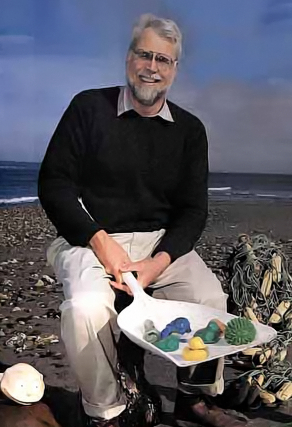
Curtis Ebbesmeyer mit Plastikstrandgut: Einige der 29.000 Friendly Floatees

Laut Informationen der US-amerikanischen National Oceanic and Atmospheric Administration (NOAA) und Wissenschaftlern der Sea Education Association (SEA) gab es lange keine präzise Schätzung der Größe der von Plastikmüll verseuchten Gebiete; der Verbleib von 99 % des Plastikmülls in den Ozeanen ist laut Forschern ungeklärt.
Nach Informationen des United Nations Environment Programme (UNEP) von 2005 schwammen zu jener Zeit durchschnittlich bis zu 13.000 Plastikteilchen auf jedem Quadratkilometer (km²) Ozean. Die NOAA weist jedoch darauf hin, dass UNEP zu dieser Angabe keine wissenschaftliche Quelle anführt.
Eine Studie unter der Leitung des Spanish National Research Council (CSIC) hat, basierend auf einer mehrmonatigen Expedition (2010/2011) und Probenentnahmen an über 300 Orten der Weltmeere, berechnet, dass 88 % der weltweiten Meeresoberflächen mit Mikroplastik verschmutzt sind. Inzwischen beeinflusst der Plastikmüll in den Meeren auch den Tourismus. Eine erste Studie der Universität von Wollongo (Australien) hat direkte Einflüsse von Plastikmüll auf den Tourismus auf der Insel Zanzibar ergeben. Laut deutschem Umweltbundesamt befanden sich 2013 100 bis 150 Mio. Tonnen Abfälle in den Meeren, 60 % davon aus Plastik. 70 % des Abfalls sinken auf den Meeresboden, 15 % schwimmen an der Wasseroberfläche und 15 % wurden an Strände gespült. Auf Fotografien vom arktischen Tiefseeboden zwischen Spitzbergen und Grönland fanden sich hochgerechnet „83 Müllteile pro Fußballfeld“; 2010 hatte sich dort nach zehn Jahren in 2500 Metern Tiefe die Menge des abgesunkenen Plastikmülls verdoppelt.
Das Alfred-Wegener-Institut nennt einen Eintrag von 4,8 bis 12,7 Millionen Tonnen jährlich, berechnet auf der Basis der Produktionsraten und dem an Land entstehenden Abfällen.
Ende 2014 berichtete eine internationale Forschergruppe im Fachmagazin PLOS ONE nach ihrer Auswertung von Zahlen aus 24 Untersuchungen mit über 1.500 einzelnen Datensammlungen, darunter erstmals auch für Plastikteile > 5 mm, dass sich in den Weltmeeren, den fünf subtropischen Meereswirbeln, an belebten Küstengebieten Australiens, im Golf von Bengalen sowie im Mittelmeer mehr als 269.000 Tonnen bzw. mehr als 5,25 Billionen Teilchen Plastikmüll befänden. Die kleinsten Teilchen hätten sich abseits nahe dem Nordpol gefunden.
Laut einer Science-Studie von Anfang 2015 entspricht das Ergebnis des errechneten Eintrags von schätzungsweise durchschnittlich jährlich ca. acht Mio. Tonnen „fünf Supermarkt-Tüten voller Plastik pro 30 Zentimeter Küstenlinie“, laut einem Bericht des UN-Umweltprogramms (UNEP) von Ende 2014 gelangen jedes Jahr rund 6,4 Mio. t Plastik-Abfälle in die Ozeane.
Mitte Oktober 2017 veröffentlichte Berechnungen deutscher Hydrologen nennen eine Menge von zwischen 400.000 und höchstens vier Mio. Tonnen für die jährlich den Weltmeeren zugeführte Plastikfracht.
In einer 2018 veröffentlichten Studie, mit Eisproben von 2014 und 2015, wurden pro Liter Meereis zwischen 33 und 75.143 Mikroplastik-Teilchen gefunden.
Laut einer im Jahr 2020 veröffentlichten Studie des Leibniz-Zentrums für Marine Tropenforschung befinden sich (Stand August 2020) alleine an der Wasseroberfläche der Ozeane etwa 399.000 Tonnen Plastik.

### Arktis
Vor der Westküste Grönlands und in der Barentssee wurden im Sommer 2013 durchschnittlich 63.000 Plastikteilchen pro km² Wasserfläche gefunden, vor allem Überreste von Plastikfolien von Tüten und Verpackungsmaterial. Die gefundene Menge liegt um ca. 30 % höher als die in den bekannten großen Müllstrudeln im subtropischen Pazifik oder Atlantik vorhandene. Offensichtlich sinken die Plastikteile hier nicht so schnell zu Boden wie das salzreiche Oberflächenwasser im Zug der thermohalinen Zirkulation: die Barentssee scheint eine Art „Sackgasse“ für die Müllteilchen zu bilden.
Nach einer im Oktober 2015 im Magazin Polar Biology online veröffentlichten Mitteilung des Alfred-Wegener-Instituts (AWI) fänden sich Plastikabfälle auch bereits auf der Wasseroberfläche der Arktis (Nordpol). Die Herkunft sei unklar; entsprechende Daten wurden erstmals bei einer Expedition 2012 zwischen Grönland und der östlich davon liegenden Inselgruppe Spitzbergen erhoben.
In Eisbohrkernen aus dem arktischen Meereis wurden hohe Konzentrationen von Mikroplastik gefunden. Proben aus der Framstraße enthielten bis zu mehrere Millionen Plastikteilchen pro Kubikmeter Eis, vor allem Polyethylen. Der Eintrag erfolgt an erster Stelle über Zuflüsse, darunter die Beringstraße, den Mackenzie River und die Lena. Auch lokale Quellen spielen für die Plastikverschmutzung eine Rolle, zum Beispiel die Schifffahrt. Ein Teil des Plastiks wird mit dem Treibeis durch die Framstraße in den Atlantischen Ozean transportiert.

### Atlantik
Anfang 2016 wurden nach über sechs Monate dauernden Messungen an 18 Stellen für das Meer vor New York City an der Ostküste der Vereinigten Staaten 165 Mio. Plastikteile hochgerechnet (bzw. mehr als 250.000 Teile je km²) – zu 85 % mit einer Größe von unter fünf Millimetern. 2020 ergaben Messungen, dass der Plastikgehalt im Atlantik viel höher ist als vorher angenommen.
Eine auf der im Südatlantik liegenden Inaccessible Island durchgeführten Studie aus dem Jahr 2018/2019 kommt zu dem Ergebnis, dass 90 % der dort angespülten leeren Plastikflaschen, welche 34 % des dort vorgefundenen und untersuchten Mülls ausmachten, nicht älter als zwei Jahre alt sind. Da drei Viertel der untersuchten Plastikflaschen zudem in Asien produziert wurden, kam man in der Studie zu der Schlussfolgerung, dass die Flaschen von Handelsschiffen kamen und über Bord geworfen sein mussten, da sie in der kurzen Zeit seit Produktion nicht den Weg von Asien zurückgelegt haben können. Für diese These spricht laut Bericht außerdem, dass Müll aus Asien überwiegend in den Nordpazifik treibt und die Flaschen nicht von afrikanischen Küsten kommen, da zum Beispiel China kaum Wasser nach Südafrika liefert. Untermauert wird die Begründung durch die Zunahme des Handelsverkehrs, welcher sich von 1992 bis 2012 vervierfachte. So passierten im Jahr 2016 alleine 2400 Frachtschiffe die Inselgruppe Tristan da Cunha, zu der Inaccessible Island gehört.

### Mittelmeer
Im Mittelmeer kommt Schätzungen zufolge auf zwei Plankton-Lebewesen ein Teil Mikroplastik bzw. es wurden (vor 2014) bis zu 300.000 Teilchen pro Quadratkilometer gefunden. 2018 waren es bereits 1,25 Millionen Fragmente pro Quadratkilometer. In den Meeressedimenten des Tyrrhenischen Meeres wurden bis zu 182 Fasern und 9 Fragmente pro 50 Gramm getrockneten Sediments nachgewiesen, was 1,9 Millionen Stück pro Quadratmeter entspricht.

### Nord- und Ostsee

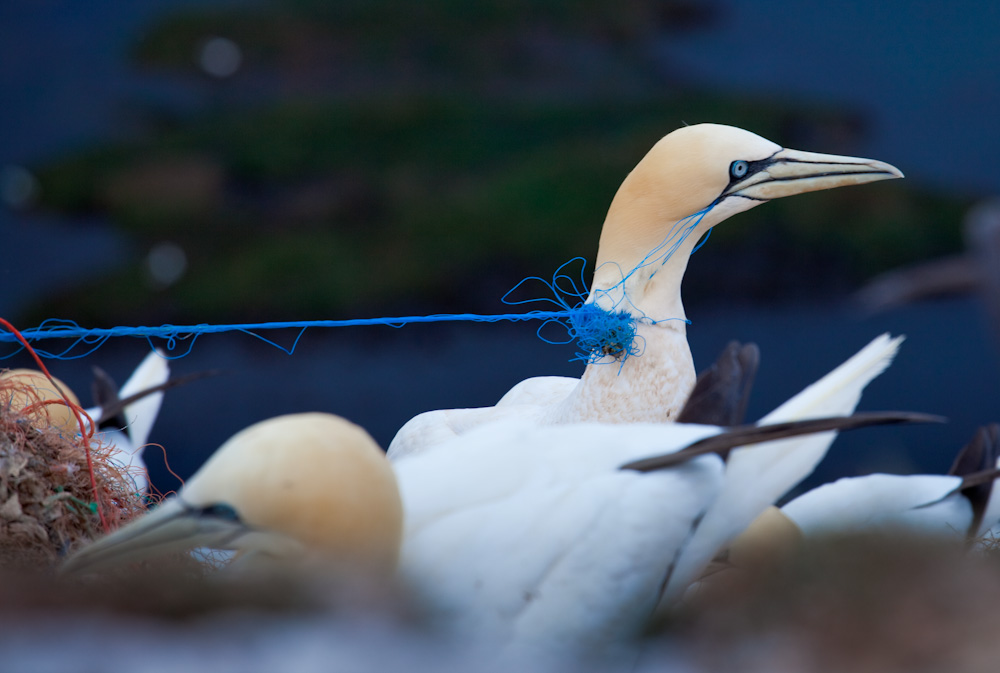
Nordseeinsel Helgoland, Naturschutzgebiet Lummenfelsen: Basstölpel (Morus Bassanus) im Todeskampf

Ca. 20.000 Tonnen Müll, vor allem aus Schifffahrt und Fischerei, gelangen jährlich in die Nordsee. Entlang untersuchter Strandabschnitte der Wattenmeerküste Deutschlands und Hollands machten Plastik und Styropor über 75 Prozent des angespülten Abfalls aus; auf dem Grund der Nordsee sollen 2013 rund 600.000 Kubikmeter Plastikmüll gelegen haben. Der Plastikmüll in der Nordsee hat in den letzten Jahren nicht abgenommen. 90 % des Mülls besteht aus Kunststoffen. Bei 60 % der untersuchten Eissturmvögel konnte mehr als 0,1 Gramm Kunststoffe im Magen nachgewiesen werden.
An der Küste der Ostsee befinden sich an manchen Strandabschnitten bis zu sieben Abfallteile pro Meter, an den Küstenlinien des Nordostatlantiks (OSPAR-Region) fanden sich in den Jahren 2000 bis 2006 durchschnittlich 712 Müllteile pro 100 m Küstenlinie. Rund um Großbritannien wurden durchschnittlich 12.000 bis maximal 150.000 Mikroplastik-Partikel pro Quadratkilometer gefunden.

### Pazifik
Besonders bekannt für seine erhöhte Konzentration von Plastikteilen ist das Gebiet des Nordpazifikwirbels zwischen Nordamerika und Asien, die auch als Great Pacific Garbage Patch bezeichnet wird. Diese wurde erstmals 1997 beschrieben. Studien haben ergeben, dass sich dort auf einer Fläche von 1,6 Millionen km² etwa 1,8 Billionen Plastikteilchen befinden.
In englischsprachigen Medien wurde das von Plastikmüll betroffene Gebiet als doppelt so groß wie Texas oder doppelt so groß wie die Vereinigten Staaten beschrieben. Eine Wissenschaftlerin der Oregon State University kommt zu dem Schluss, dass sich die höchsten bisher veröffentlichten Werte hochgerechnet zu einer geschlossenen Fläche addieren würden, die nur einem Prozent der Größe von Texas entspräche.
Deutsche Medien vergleichen es mit der Größe Mittel- bzw. Westeuropas. Tatsächlich lässt sich die Größe kaum angeben, da die Grenzen diffus sind – lediglich die Partikelkonzentration ließe sich quantifizieren.
Für den Great Pacific Ocean Garbage Patch werden eine Mio. Teilchen Kunststoff pro km² angenommen, also ein Teil pro Quadratmeter. Der Nordpazifikwirbel umfasst eine Fläche von rund 1,6 Millionen km². In ihm wurden zwischen 79.000 und 129.000 Tonnen Plastikmüll angesammelt. Die Plastikteile sind laut Informationen der NOAA bis zu 16 Jahre in dem Kreisel zu finden. Unter anderem von Charles Curtis Ebbesmeyer stammen verschiedene Strömungsmodelle zur Anlandung im Küstenbereich.
Nach einer Untersuchung der Initiative The Ocean Cleanup aus dem Jahr 2022 stammten 75 bis 86 Prozent des im Great Pacific Garbage Patch gesammelten Mülls aus der Hochseefischerei.
Selbst am tiefsten Punkt des Weltmeeres, dem Marianengraben, wurde bereits Mikroplastik in einer beachtlichen Menge gefunden.

### Meeresböden
Laut einer Anfang April 2024 im Fachmagazin Deep Sea Research Part I: Oceanographic Research Papers veröffentlichten Studie der australischen Wissenschaftsbehörde CSIRO und der kanadischen University of Toronto befinden sich geschätzt drei bis elf Mio. Tonnen Plastikmüll auf den Ozeanböden, davon 46 % oberhalb von 200 Metern Wassertiefe, der Rest in den Meerestiefen von bis zu 11.000 Metern. Die Plastikverschmutzung auf dem Meeresboden könne demzufolge bis zu 100-fach stärker sein als die an der Meeresoberfläche; Ozeanböden seien langfristige Deponien bzw. Reservoire für einen Großteil der maritimen Plastikvermüllung, was durch die in der kalten Umgebung stark verlangsamte Kunststoff-Zersetzung verschärft werde – hier mangelt es an dem für die Plastik-Erosion notwendigen Sauerstoff und der entsprechenden Ultraviolettstrahlung.

### Weitere Müllstrudel
Der subtropische Wirbel des Nordpazifiks ist der größte der fünf großen Strömungskreise in den Ozeanen. Doch das Müllproblem hat bereits andere Gebiete erreicht: In der Sargassosee im Nordatlantik wurden ebenfalls hohe Konzentrationen von Plastikmüll nachgewiesen.
Auch im nördlichen Atlantik gibt es zwischen 22 und 38 Grad Nord eine große Menge Plastikmüll. Die maximale Dichte der Kunststoffteilchen beträgt ein Teilchen auf fünf Quadratmeter. Diese Menge ist mit der im Great Pacific Garbage Patch enthaltenen vergleichbar.
Im Oktober 2015 warnten Wissenschaftlers des Alfred-Wegener-Instituts vor der Möglichkeit der Entstehung eines weiteren (weltweit des sechsten) Müllstrudels in der Barentssee, dessen Teilchen bis in die Framstraße verfrachtet werden könnten. Die Teile stammten von den nordeuropäischen Küsten.

## Herkunft

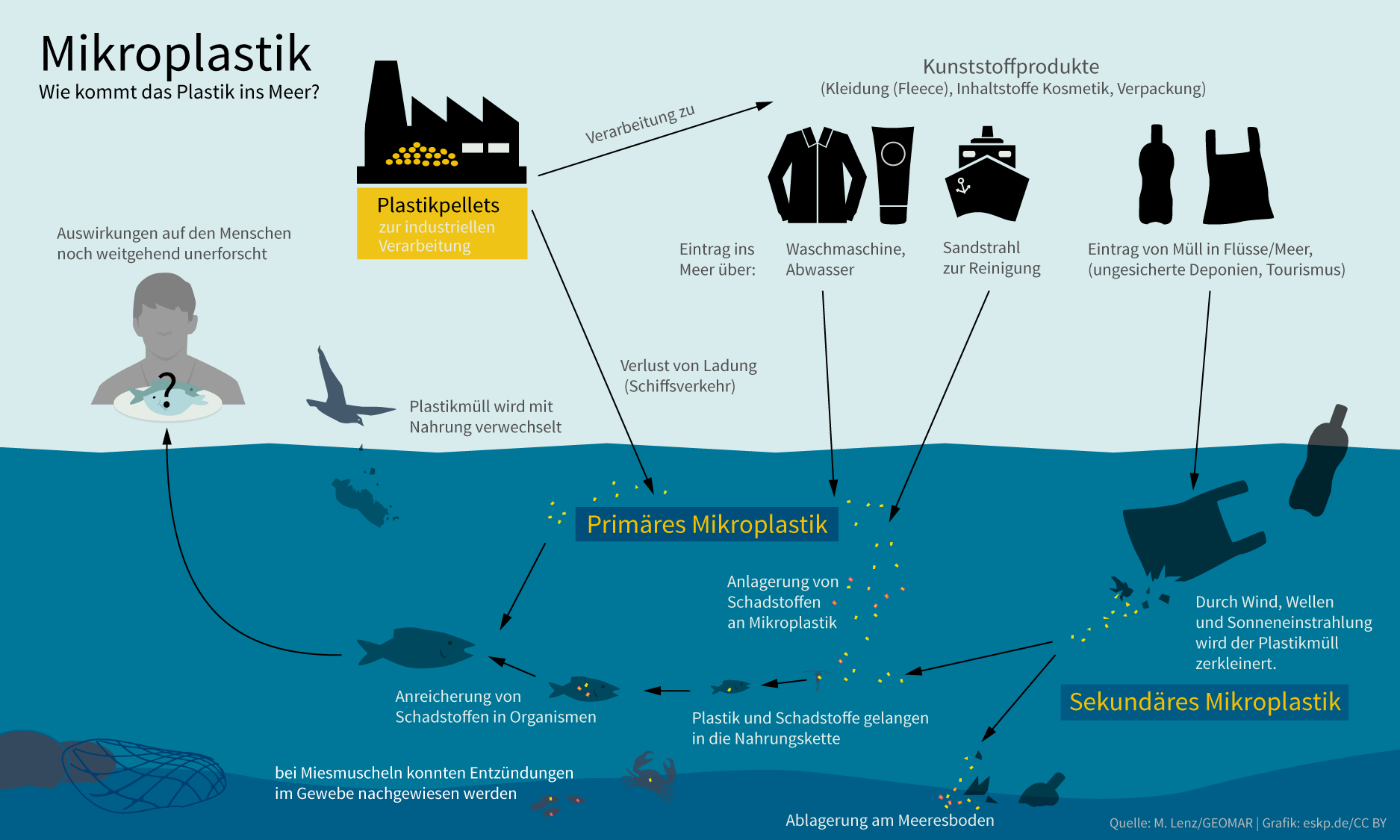
Wie kommt das Plastik ins Meer? Einträge von primärem und sekundärem Mikroplastik in die Ozeane

Bei den kleinen Plastikpartikeln wird unterschieden, ob diese als primäres Mikroplastik absichtlich in Partikelform produziert wurden, um Produkten hinzugefügt zu werden, oder durch Degradation von größeren Plastikteilen zu sekundärem Mikroplastik in die Umwelt gelangt sind.

### Geographisch
Laut einer Anfang 2015 in Science veröffentlichten Studie sind die Hauptverursacher des jährlichen Mülleintrags die Länder China, Indonesien, Vietnam und die Philippinen. In den Ländern mit den untersuchten 192 Küstenregionen seien 2010 275 Millionen Tonnen Plastikmüll produziert worden, 99,5 Mio. Tonnen davon seien aus der Bevölkerung gekommen, die innerhalb eines 50-Kilometer-Streifens an der jeweiligen Küste lebe und woher vermutlich der größte Teil der Kunststoffreste stamme, 31,9 Mio. davon seien unsachgemäß entsorgt worden, was schließlich zum errechneten Ergebnis führe. „Die 20 Länder mit der höchsten Verschmutzungsquote seien für 83 % aller unsachgemäß behandelten Plastikabfälle verantwortlich.“

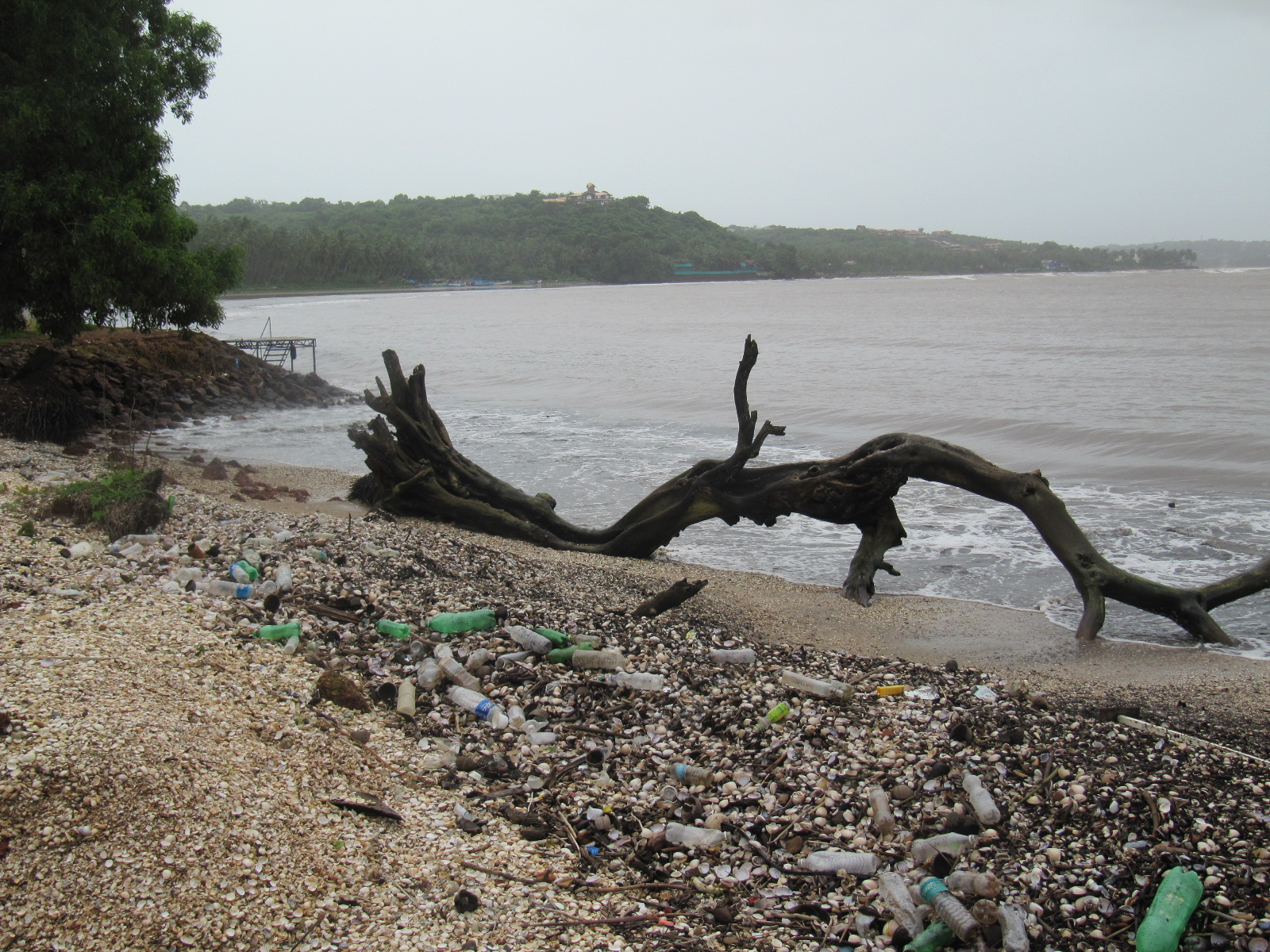
Plastikmüll an der Mündung des Mandovi-Flusses in den Indischen Ozean

Man schätzt, dass etwa die Hälfte der Gesamtmenge an Plastik, die jedes Jahr in die Weltmeere gelangt, aus Flüssen stammt. Mitte Oktober 2017 veröffentlichte Berechnungen deutscher Hydrologen zeigen, dass davon ca. 90 % aus zehn Flüssen stammt, davon acht in Asien und zwei in Afrika. Die größte Plastikmüllfracht trägt demnach der längste Fluss Asiens, der Jangtsekiang (China), die zweitgrößte der Indus (Pakistan). An dritter Stelle steht der Gelbe Fluss (ebenfalls China). Die weiteren Flüsse sind Hai He (China), Nil (Afrika), Ganges (Indien/Bangladesch), Perlfluss (China), Amur (China/Russland), Niger (Afrika) und Mekong (Südostasien).
Nach einer 2017 von der International Union for Conservation of Nature and Natural Resources (IUCN) veröffentlichten Studie stammt der größte Teil der Mikroplastik-Einträge aus China, Indien und Südasien sowie Afrika mit dem Nahen Osten. Aus Europa und Zentralasien stammten demnach rund 16 %.
Legende: „Indien“ = Indien/Südasien, „Afrika“ = Afrika/Naher Osten, „Ostasien“ = Ostasien/Ozeanien, „Südamer.“ = Südamerika, „Europa“ = Europa/Zentralasien, „Nordamer.“ = Nordamerika.
In Deutschland beträgt die Emission von Mikroplastik etwa 330.000 Tonnen pro Jahr. Dies entspricht rund 4 Kilogramm pro Person.
| Mikroplastik-Emissionen in Deutschland (in Gramm pro Person und Jahr) | Mikroplastik-Emissionen in Deutschland (in Gramm pro Person und Jahr) | Mikroplastik-Emissionen in Deutschland (in Gramm pro Person und Jahr) | Mikroplastik-Emissionen in Deutschland (in Gramm pro Person und Jahr) | Mikroplastik-Emissionen in Deutschland (in Gramm pro Person und Jahr) |
| --------------------------------------------------------------------- | --------------------------------------------------------------------- | --------------------------------------------------------------------- | --------------------------------------------------------------------- | --------------------------------------------------------------------- |
| Herkunft                                                              |                                                                       |                                                                       |                                                                       | Gramm                                                                 |
| Reifen                                                                | Reifen                                                                |                                                                       | 1228,5                                                                | 1228,5                                                                |
| Abfallentsorgung                                                      | Abfallentsorgung                                                      |                                                                       | 302,8                                                                 | 302,8                                                                 |
| Asphalt                                                               | Asphalt                                                               |                                                                       | 228,0                                                                 | 228,0                                                                 |
| Kunststoffgranulat                                                    | Kunststoffgranulat                                                    |                                                                       | 182,0                                                                 | 182,0                                                                 |
| Sport- und Spielplätze                                                | Sport- und Spielplätze                                                |                                                                       | 131,8                                                                 | 131,8                                                                 |
| Baustellen                                                            | Baustellen                                                            |                                                                       | 117,0                                                                 | 117,0                                                                 |
| Schuhsohlen                                                           | Schuhsohlen                                                           |                                                                       | 109,0                                                                 | 109,0                                                                 |
| Kunststoffverpackungen                                                | Kunststoffverpackungen                                                |                                                                       | 99,1                                                                  | 99,1                                                                  |
| Fahrbahnmarkierungen                                                  | Fahrbahnmarkierungen                                                  |                                                                       | 91,0                                                                  | 91,0                                                                  |
| Textilwäsche                                                          | Textilwäsche                                                          |                                                                       | 76,8                                                                  | 76,8                                                                  |
| Quelle: Fraunhofer identifiziert Quellen von Mikroplastik             |                                                                       |                                                                       |                                                                       |                                                                       |

### Fischernetze

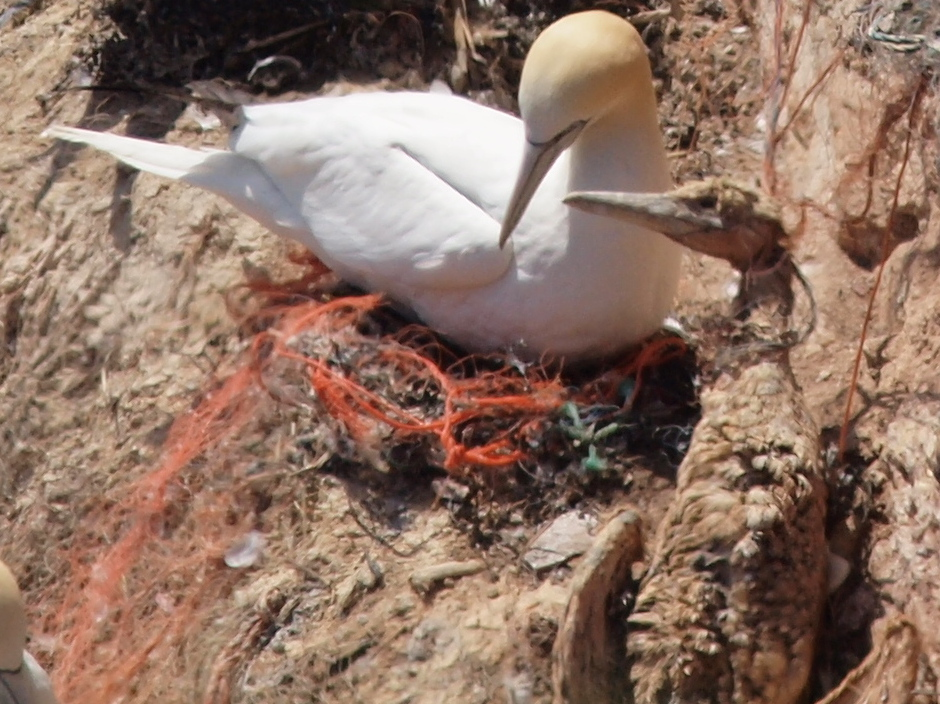
Vorne rechts: Mumifizierter, von einem Geisternetz strangulierter Basstölpel neben brütender Artgenossin (Helgoland, 2011)

Ausgediente, weggeworfene oder verloren gegangene Kunststoff-Fischernetze, so genannte „Geisternetze“, haben einen erheblichen Anteil am Plastikmüll in den Ozeanen und Auswirkungen auf die maritime Umwelt, nach neuesten Studien zwischen 30 und 50 %. Nach einer Studie der Ernährungs- und Landwirtschaftsorganisation der Vereinten Nationen FAO aus 2016 landen allein in den europäischen Meeren pro Jahr rund 1.250 Kilometer Fischereinetze als Geisternetze, weltweit sei die Fischerei Verursacher mehr als einer Mio. Tonnen des Plastikmülls in den Ozeanen. Ein Fischfang-Nylonnetz benötigt bis zu 600 Jahre für seine Zersetzung. Von ihnen geraten jährlich ca. 25.000 Stück unkontrolliert in die Meere.
Die Masse schwimmender Netze und Seile eingerechnet, kann laut einer im Jahr 2022 veröffentlichten Studie (bei der 6000 Abfallteile mit mehr als fünf Zentimetern Größe aus dem Nordpazifik geborgen und analysiert wurden) zwischen 75 und 86 Prozent der Plastikanteils des im Nordpazifik schwimmenden Abfalls (North Pacific Garbage Patch) auf die Fischerei zurückgeführt werden.

### Ladungsverluste
Verluste auf See im Containertransport dürften den kleinsten Teil ausmachen. Bekannt wurde der Fall des Frachters Hansa Carrier, der am 27. Mai 1990 über 60.000 Turnschuhe verlor. Auf derselben Route wie die Hansa Carrier verlor das Frachtschiff Ever Laurel auf dem Weg von Hongkong nach Tacoma, Washington 29.000 bunte Spielzeugtiere (u. a. gelbe Plastik-Enten), die als Friendly Floatees bekannt wurden. Seitdem werden etwa alle drei Jahre Teile dieser verlorenen Ladung in Alaska angespült. Demnach bewegt sich der Müll mit elf Zentimetern pro Sekunde (entspricht 0,4 km/h) in einem riesigen Kreis. Auf diesem Weg gelangt oft auch Kunststoffgranulat in die Ozeane, wie etwa beim Containerschiff X-Press Pearl, welches am 20. Mai 2021 Feuer fing und daraufhin einen Teil der Ladung verlor.

### Abfall
Plastikmüll wird über die Flüsse ins Meer geschwemmt. Vielfach werden auch Mülldeponien und wilde Müllkippen im Ödland an Flüssen, Sümpfen oder Meeresküsten aufgeschüttet. Plastikflaschen benötigen laut Umweltbundesamt 450 Jahre für ihre Zersetzung.

### Waschmaschinen
2012 berichtete das wissenschaftliche Fachjournal Environmental Science & Technology über eine Untersuchung an vielen Stränden auf allen sechs Kontinenten, die überall Mikroplastikteilchen nachwies; dazu gehören wohl auch Fasern aus Fleece- und anderen Kleidungsstücken aus synthetischen Materialien: Im Abwasser von Waschmaschinen wurden bis zu 1900 kleinste Kunststoffteilchen pro Waschgang gefunden.

### Naturkatastrophen
Eine weitere große Quelle von Müll im Nordpazifik war der Tsunami infolge des Tōhoku-Erdbebens 2011, der große Mengen von Gegenständen aller Art ins Meer spülte, die seitdem dort umher treiben. Die Größe des dadurch entstandenen „Müllteppichs“ wird mit einer Fläche größer als die der Bundesrepublik Deutschland angegeben.

### Reifenabrieb
Der Abrieb von Autoreifen kann eine signifikante Quelle für Mikroplastikeintrag in die Weltmeere sein. In Norwegen entstammten ihr, nach Schätzungen der dortigen Umweltbehörde aus dem Jahr 2014, mehr als die Hälfte des gesamten norwegischen Mikroplastikeintrags. Der Reifenabrieb steigt mit dem zulässigen Gesamtgewicht der Fahrzeuge und mit der Motorleistung (je nach Datenquelle:) 53–200 mg/km Fahrleistung bei PKWs, 105–1.700 mg/km bei LKWs, 1.000–1.500 mg/km bei Sattelzügen. Ein ähnlicher Fein-Abrieb ist der Abrieb der Sohlen von Plastikschuhen.

### Kunstrasen
Nach Erhebungen der norwegischen Umweltbehörden gelangen jährlich ca. 3.000 Tonnen Gummigranulat aus Kunstrasen in die dortigen Fjorde, damit wären der Fußballplatz-Belag nach dem Autoreifenabrieb der zweitgrößte Verursacher von Mikroplastik-Plastikmüll in den Ozeanen. Dabei existieren in Deutschland etwa drei Mal mehr Kunstrasenplätze als in Norwegen.

## Bestandteile
Der Meeres-Plastikmüll besteht aus ausgedienten Plastiktüten, Wasserflaschen, Einwegrasierern, CD-Hüllen, Eimern, Kabeltrommeln, Zahnbürsten, Feuerzeugen und anderen Gegenständen: Die Kunststoffe werden bspw. durch Wellenbewegung und UV-Licht teilweise in immer kleinere Stücke zerteilt, zuerst zu Mikroplastik und dann zum noch kleineren Nanoplastik.
Im Lebensraum der Wattwürmer an der Nordsee macht beispielsweise der Kunststoff Polyvinylchlorid mehr als ein Viertel der Mikroplastikpartikel aus; dieser wird unter anderem für Fensterrahmen, Rohre, Fußbodenbeläge, Kabelummantelungen, verschiedene Foliensorten und Kreditkarten verwendet.
Einige Kunststoffe werden durch die Lichteinwirkung und Freisetzung der enthaltenen Weichmacher spröde und brechen auseinander; so entstehen unter anderem drei bis fünf Millimeter große so genannte Pellets, die von Meerestieren mit Plankton verwechselt und aufgenommen werden. Noch kleinere Bruchstücke und freigesetzte Chemikalien werden auch von Planktonorganismen selbst aufgenommen und besiedelt.

## Wirkung und Verbleib

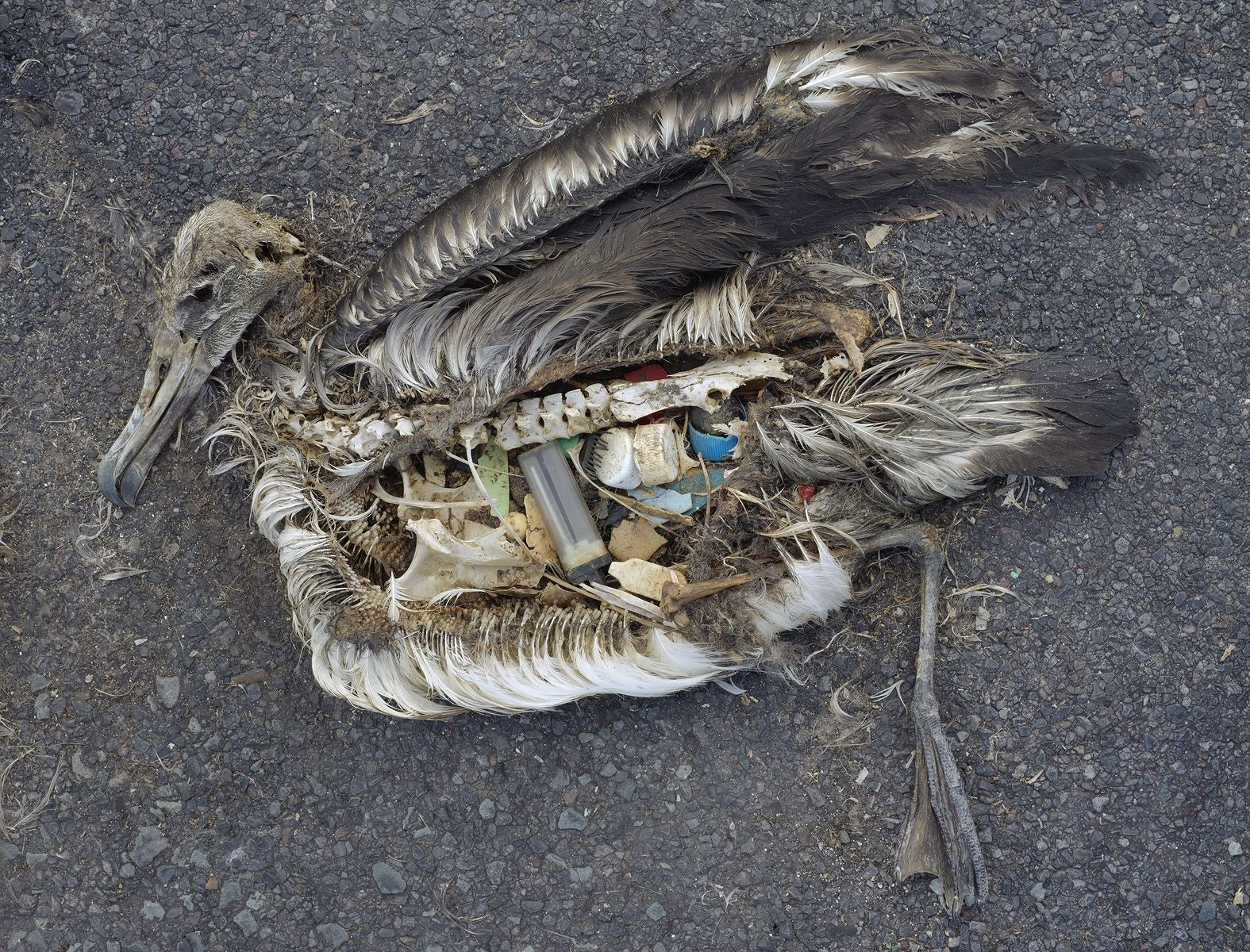
Toter Albatros mit Plastik im Magen

Der Plastikmüll hat erhebliche Auswirkungen auf die marinen Ökosysteme: Dabei sind insbesondere größere Tiere durch mechanische Verletzungen gefährdet. So bleiben Seehunde mitunter in Getränkekästen stecken. Fische, Delfine, Schildkröten und Vögel verfangen sich in aufgegebenen oder verloren gegangenen Fischernetzen, sogenannten „Geisternetzen“.

„Von 136 maritimen Arten ist bekannt, dass sie sich regelmäßig in Müllteilen verstricken und strangulieren“

### Absinken
94 % des Kunststoffs, der in den Ozean gelangt, landet auf dem Meeresboden. Mittlerweile befinden sich auf jedem Quadratkilometer des Meeresbodens durchschnittlich schätzungsweise 70 kg Plastik. Dort kann es sich auf Grund von Sauerstoff- und Lichtmangel nur noch schwer zersetzen. Durch die thermohaline Zirkulation werden ausgedehnte Sedimentansammlungen gebildet. Der höchste gemeldete Wert liegt bei 1,9 Millionen Partikel pro Quadratmeter. Insgesamt wird die Masse von Mikroplastik im Meeresboden zum Stand 2020 auf rund 14 Mio. Tonnen geschätzt.
Einige Algenarten binden Mikroplastikpartikel an sich und könnten diese von der Meeresoberfläche in tiefere Wasserschichten der Ozeane und damit in die dortigen Biosphären und Nahrungsmittelkreisläufe transportieren.

### Biologische Wirkung
In den 1980er Jahren gingen Wissenschaftler noch davon aus, dass die Plastikteilchen nicht weiter umweltrelevant seien, da sie ähnlich wie treibende Tangpflanzen eine Besiedlung durch Algen und Kleinstlebewesen aufwiesen. Schwimmende, wie auch am Meeresgrund lagernde Plastikteile provozieren nämlich den Ansatz sessiler Tiere oder derer Larven, zum Beispiel Seepocken, Entenmuscheln, Hydrozoen und Pflanzen wie (Algen oder Tange) (vergleiche Riffball); so können sie Ausgangspunkte künstlicher Biotope werden. Dies wird mittlerweile aber eher als problematisch angesehen. Durch die Meeresströmungen können nämlich auf diese Weise Organismen in fremde Ökosysteme eingeschleppt werden und dort unter Umständen als Neobiota einheimische Arten verdrängen. So bestimmten Forscher bspw. 2022 bei einer Untersuchung von mehr als 100 Plastikteilen des Great Pacific Garbage Patch 484 verschiedene Arten von Wirbellosen, von denen 80 Prozent gewöhnlich in Küstennähe leben. Auch bei diesen gebietsfremden Tieren konnte die Fortpflanzungsfähigkeit festgestellt werden, was im Falle der interspezifischen Konkurrenz mit heimischen Arten zu einer Störung des natürlichen Gleichgewichts führen könnte.

### Ad- und Desorption von Chemikalien
Plastikfragmente enthalten Additive, nicht reagierte Monomere und Oligomere. Weltweit werden total rund 8.000–19.000 Tonnen organische Additive mit schwimmfähigen Kunststoffen transportiert, wobei ein erheblicher Anteil die Arktis erreicht.
Zudem können sie (an ihrer Oberfläche) Giftstoffe anreichern wie bspw. DDT und Polychlorierte Biphenyle. Aufgrund ihrer hohen spezifischen Oberfläche trifft dies besonders auf Mikroplastikpartikel zu. Zerfällt Plastik zu Mikroplastik (per Definition < 5 mm) kann es Schadstoffe aus dem Wasser, zum Beispiel aus Ölrückständen um ein Vielfaches anreichern. Es wirkt dann sozusagen wie ein Passiv-Sammler. So ergab eine Untersuchung, dass Mikroplastik drei bis vier Mal so viel Giftstoffe enthält wie Meeresboden in dessen unmittelbarer Umgebung. An Mikropartikeln aus Polyethylen, dem meistverwendeten industriellen Kunststoff, lagerten sich vorzugsweise polycyclische aromatische Kohlenwasserstoffe an; es bindet noch einmal etwa doppelt so viele Schadstoffe wie Silikon. Einige Plastikarten adsorbieren treibendes Rohöl aus natürlichen und menschlichen Quellen und erhalten so eine teerhaltige Oberfläche.
Laut einem Bericht von 2009 kommt es beim Abbau von Polystyrol zur Freisetzung von Giftstoffen.
Da die Fragmentierung von Plastik bis hin zu Nanoplastik sowie die Freisetzung von Additiven über sehr lange Zeiträume erfolgt und die maximale Toxizität daher verzögert auftritt, spricht man von einer „Toxizitätsschuld“.

### Anreicherung der Nahrungsketten mit Plastik
Zahlreiche maritime Arten halten im Meer herumschwimmendes Plastik für Nahrung. So verwechseln Albatrosse und Eissturmvögel die Abfallstücke mit Futter und fressen sie. Sie fühlen sich satt, verhungern jedoch schließlich mit müllgefülltem Magen. Auf diese Weise sterben jährlich etwa 1 Million Seevögel und 100.000 andere Meereslebewesen. Charles Curtis Ebbesmeyer fand in einem verendeten Albatros-Jungtier an die 100 Plastikteile, mit denen es von den Elterntieren gefüttert worden war (National Geographic 10/2005). Auch Wale und Delfine fressen den Abfall. Im März 2019 wurde die bis dahin größte dokumentierte Menge an Plastik im Magen eines Wals gefunden, als man bei der Nekropsie eines Cuvier-Schnabelwals feststellte, dass er an 40 kg Plastikabfall in seinem Magen verendet war.
Von 1288 maritimen Arten ist bekannt, dass sie Plastikteile aufnehmen, wobei Fische den größten Anteil ausmachen. Dies läuft auf eine Anreicherung von diversen Kettengliedabfolgen der Nahrungsketten im Meer mit Plastik hinaus. Da der Mensch nun seinerseits belasteten Fisch und belastete Meeresfrüchte verzehrt, wirkt die Kontamination der Meere mit Plastik auf den Menschen zurück. Um die potenziellen Gesundheitsrisiken für den Menschen einschätzen zu können, bedarf die wissenschaftliche Methodenentwicklung und Datenerhebung zur Plastikforschung einer weltweiten Forcierung und Standardisierung.

### Verwandlung in Plastiglomerat
Mitte 2014 wurde gemeldet, dass Geologen an der Küste der Insel Hawaii Gebilde aus geschmolzenen Kunststoffen, Vulkangestein, Korallenfragmenten und Sandkörnern entdeckt hätten, welche sie aufgrund ihrer Festigkeit als eine eigene Art „Gestein“ bezeichneten, als Plastiglomerat. Inzwischen wurden die Plastikkrusten auch in Italien auf der Insel Giglio entdeckt. Plastik-Einlagerungen in Gestein werden unter anderem auch beim so genannten Beachrock beobachtet.

## Gegenmaßnahmen
Die Plastikverschmutzung in den Ozeanen ist praktisch irreversibel. Dennoch existieren diverse Projekte zur Bekämpfung der Verschmutzung.

### Einsammeln

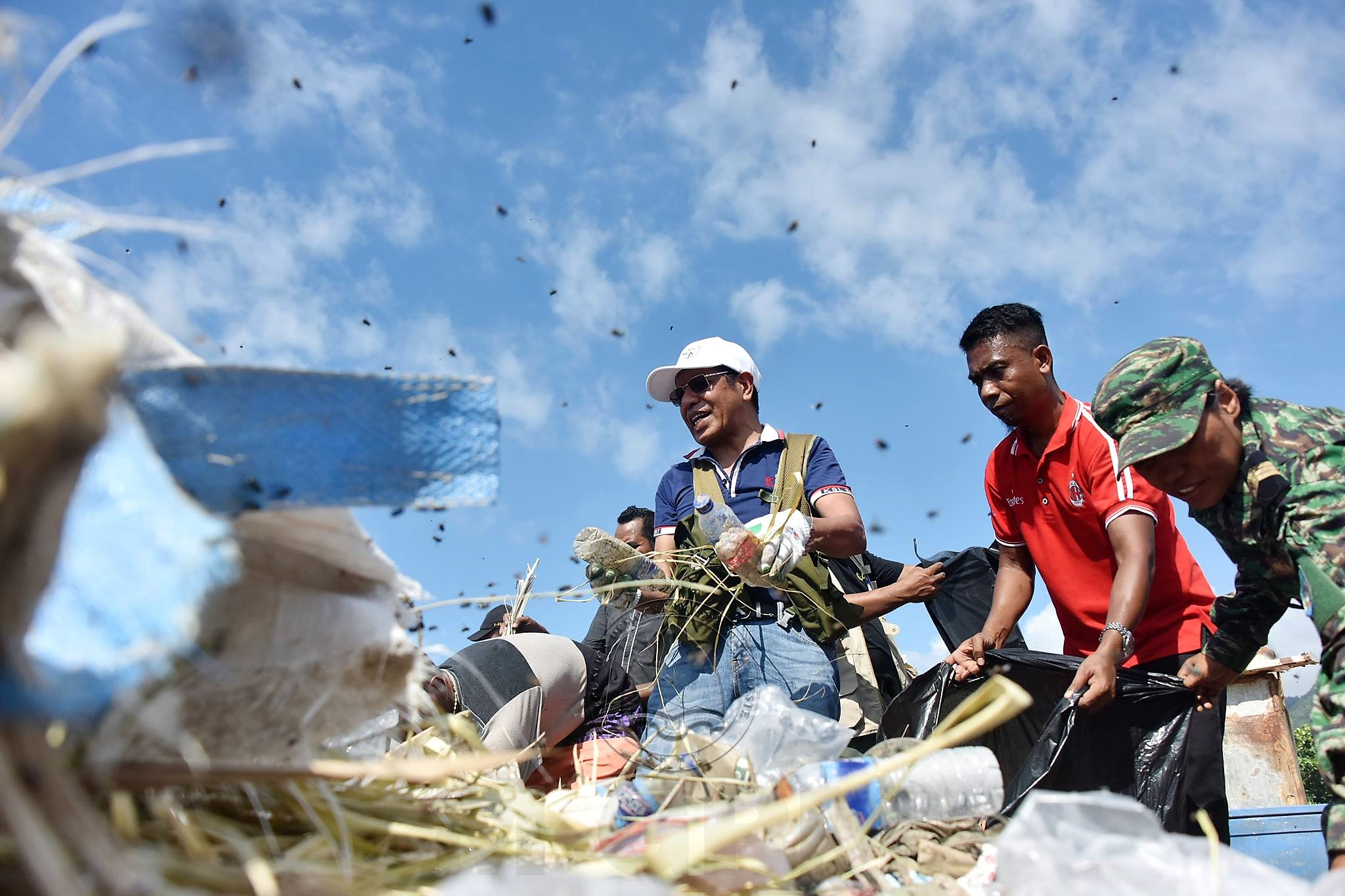
Müllsammelaktion des Premierministers Osttimors am Strand

Diverse Projekte (zum Beispiel das Müllsammelschiff Seekuh) und Forscher widmen sich dem Einsammeln des kleinteiligen Plastiks in den Meeren.

#### Fishing for Litter
Das Projekt Fishing for Litter der KIMO zielt darauf ab, die Nord- und Ostsee von Plastikmüll zu säubern; beim International Coastal Cleanup Day am 25. September jeden Jahres treffen sich weltweit mehrere Hunderttausend Freiwillige, um Küsten, Gewässer und Flussufer von Müll zu säubern. 2010 beteiligte sich in Deutschland erstmals auch der Naturschutzbund Deutschland (NABU) im Rahmen seines Projekts Meere ohne Plastik. Unter dem Motto Beach Cleanup unterstützt Sea Shepherd Müllsammelaktionen nicht nur begrenzt auf Meeresgebiete, sondern auch im Binnenland an Fluss- und Seeufern, in Zusammenarbeit mit Tauchern auch direkt in Gewässern. Weiterhin leistet Plogging einen Beitrag zur Reinhaltung.
Internationale Bekanntheit erreichten auch andere Initiativen zum Sammeln des Plastiks von Stränden, beispielsweise die Aktion von Afroz Shah und tausend Freiwilligen in Mumbai oder auch die Kampagne Final Straw von Pat Smith in Cornwall.

#### Bergung und Verarbeitung von Geisternetzen
Da Geisternetze einen großen Teil des Plastikmülls in den Ozeanen ausmachen, beschäftigen sich seit einigen Jahren verschiedene Organisationen mit ihrer Bergung. Dazu gehören unter anderem der WWF, das Ocean Voyages Institute, die Gesellschaft zur Rettung der Delphine, sowie Healthy Seas mit Ghost Diving.
Zwischen 2014 und 2020 hat der WWF 18 Tonnen Geisternetze aus der Ostsee geborgen. Um die Geisternetze ökologisch sinnvoll zu verwerten, müssen diese zuvor gründlich gereinigt werden, um im weiteren Verlauf recycelt oder verbrannt zu werden. Privatwirtschaftliche Unternehmen wie der Umweltdienstleister Prezero unterstützen den WWF bei dieser Arbeit.
Ghost Diving und Healthy Seas haben seit 2013 über 585 Tonnen Geisternetze weltweit geborgen. Diese Netze werden von der Firma Nofir, die 2012 bis 2015 vom Eco Innovation Scheme der Europäischen Union unterstützt wurde, gereinigt und sortiert, um sie fürs Recycling oder Upcycling vorzubereiten. Dem Recycling von Geisternetzen widmet sich beispielsweise Aquafil, das Nylon-Netze verwendet, um daraus Econyl-Garn herzustellen. Das Unternehmen Bracenet verschafft geborgenen Geisternetzen neuen Wert durch Upcycling und spendet Teile des Erlöses an Healthy Seas, um weitere Bergungen von Geisternetzen zu finanzieren.

#### Anreize für Fischer
Der deutsche Green-Ocean e. V. begann 2006 mit einem Pilotprojekt im Hafen von Livorno: Man kaufte Fischern aufgefischten Plastikmüll ab. Das sollte aufzeigen, dass es durchaus möglich ist, kostengünstig und effektiv Plastikmüll aus dem Meer zu entfernen. Bei anderen Projekten werden Fischer dazu motiviert, Plastikmüll einzusammeln und in Häfen abzugeben. Gerade die Fischer sollten ein Interesse daran haben, dass ihre Produkte gesund bleiben.

#### The Ocean Cleanup
Das Projekt The Ocean Cleanup wurde im Oktober 2012 von dem 19-jährigen niederländischen Studenten Boyan Slat bei der Veranstaltung TEDx Delft an der TU Delft als Möglichkeit vorgestellt, Millionen Tonnen Plastikabfall aus den Meeren zu sammeln und zu recyceln. Die Technologie befindet sich in der Erprobungsphase und basiert auf dem Einsatz mehrerer Mantarochen-förmiger Plattformen, die mit rohrförmigen, auf der Meeresoberfläche treibenden Pontons verbunden sind. Die Technik macht sich die natürliche Meeresströmung zu Nutze sowie die Tatsache, dass ein Teil des zu sammelnden Plastiks auf der Meeresoberfläche treibt. Dies habe den Vorteil, dass Plankton und andere Meeresbewohner nicht mit eingefangen würden. Für die Reinigung veranschlagt er etwa fünf Jahre pro großem ozeanischen Wirbel. Am 22. Juni 2016 ging ein 100 Meter langer Prototyp vor der niederländischen Nordseeküste in Betrieb. Am 8. September 2018 wurde das erste funktionale System, genannt „System 001“ auf den Weg zum „Great Pacific garbage patch“ geschickt. Anfang Januar 2019 wurde ein Schaden an diesem System bekannt, der eine Reparatur an Land nötig machte. Bisher konnten nur 2.200 Kilogramm Plastik eingesammelt werden. Der zweite Versuch startete am 21. Juni 2019.

#### Plastic Fischer
Das Projekt Plastic Fischer wurde im Jahr 2019 von Moritz Schulz, Karsten Hirsch und Georg Baunach gegründet und konzentriert sich auf die Plastikbereinigung von Flüssen, bevor es in die Meere gelangt. Hierfür hat die Initiative eine kostengünstige Technologie namens TrashBoom entwickelt. Das sind schwimmende Barrieren, die hauptsächlich in Flüssen in Indien oder Indonesien zum Einsatz kommen und das Plastik aufhalten. Plastic Fischer schafft Arbeitsplätze vor Ort, um das Material in eigenen Sortieranlagen für die weitere Verwertung vorzubereiten. Dafür wurde das Unternehmen im Jahr 2023 beim 16. Deutschen Nachhaltigkeitspreis mit dem Next Economy Award ausgezeichnet.

#### Pacific Garbage Screening – PGS
Der Verein Pacific Garbage Screening wurde im November 2016 von einem Team um Marcella Hansch in Aachen aufbauend auf ihrer Abschlussarbeit an der RWTH Aachen gegründet. Ziel des Vereins ist es, eine Technologie zu entwickeln, die nicht nur den groben Plastikmüll, sondern auch kleine Plastikpartikel aus dem Meer entfernen kann.
PGS basiert auf der Idee einer schwimmenden Plattform. Die spezielle Bauweise soll Wellen und Strömungen innerhalb der Plattform so beruhigen, dass die im Meer befindlichen Plastikpartikel aufsteigen und sich in Hochpunkten der Plattform sammeln, wo sie aus dem Wasser entfernt werden. Aufgrund dieses passiven Sedimentierungsprinzips („Umkehrsedimentation“) funktioniert der Ansatz ohne Netze und Meereslebewesen werden nicht gefährdet.
Marcella Hansch und ihr Team arbeiten bislang ehrenamtlich an einer Machbarkeitsstudie und der Umsetzung der Technologie. Mit dem gegründeten Verein wollen sie darüber hinaus auf die Verschmutzung der Meere aufmerksam machen. Für ihr Engagement und die Idee des Pacific Garbage Screening hat Hansch den Award 25 Frauen, deren Erfindungen unser Leben verändern 2017 und den Bundespreis EcoDesign in der Kategorie Nachwuchs gewonnen.

### Vorbeugende Maßnahmen

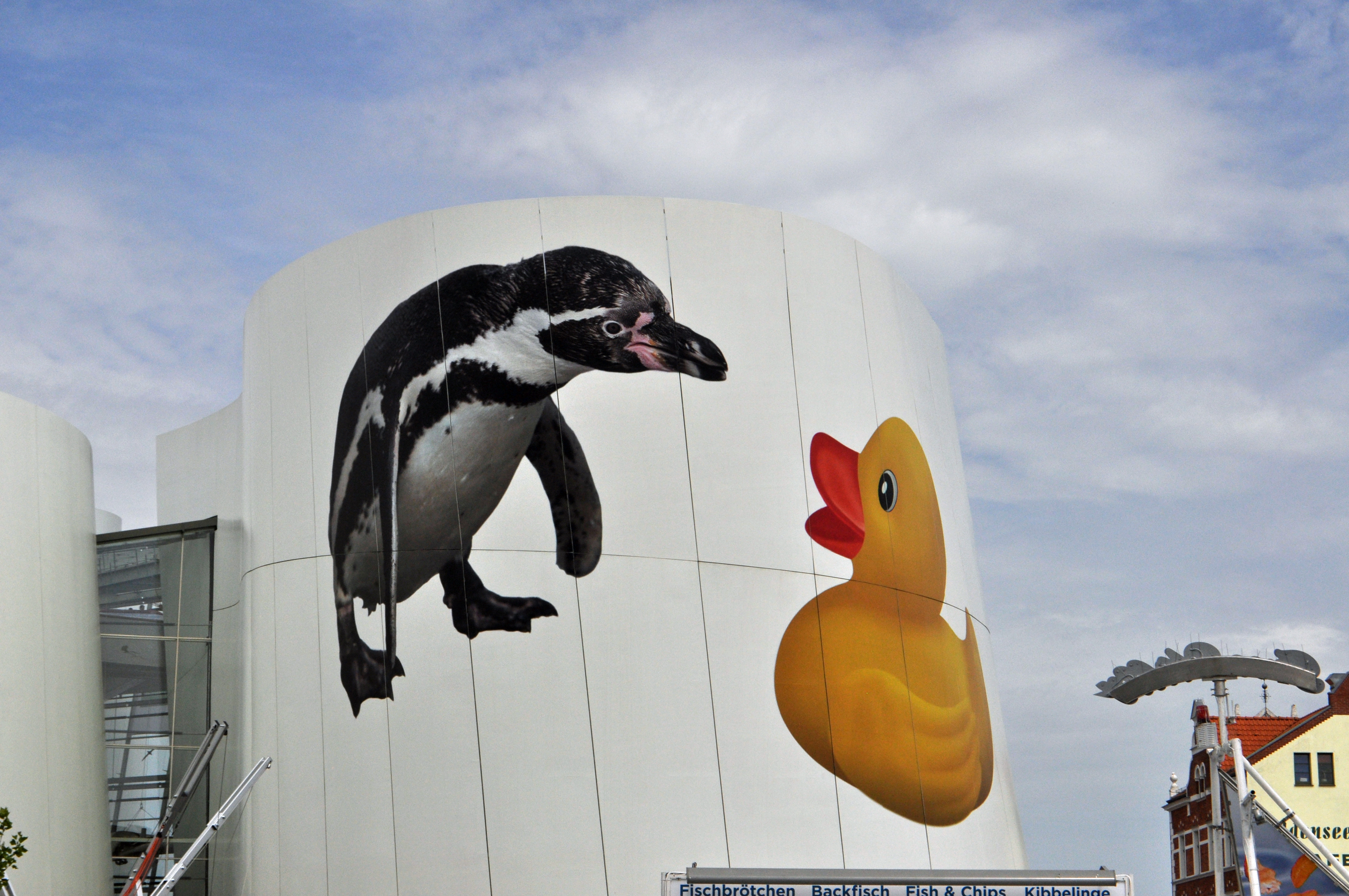
Bemalung am Ozeaneum Stralsund, um auf die Vermüllung der Weltmeere aufmerksam zu machen

#### Hausmüll
Die Entsorgung von Hausmüll über die Flüsse ins Meer zu verbieten, ist ein weiteres wesentliches Anliegen.

#### Kostenfreie Entsorgung
Mit der kostenfreien, fachgerechten Entsorgung von Schiffsmüll in Häfen werden Anreize vermieden, Plastikmüll über Bord in das Meer zu entsorgen. Ein solches Angebot durchbricht allerdings das Verursacherprinzip, für die Entsorgungskosten müssen nicht mehr die Verursacher aufkommen. Seit 2016 bieten die Häfen von Rotterdam und Amsterdam die kostenfreie Entsorgung von sauberem Plastikmüll an. Die Kosten werden durch eine feste Gebühr gedeckt, die jedes anlandende Schiff unabhängig von der Menge des entsorgten Mülls zahlen muss.

#### Verbot des Eintrags über Schiffe
Plastikmüll durch Schiffe in die Ozeane einzubringen, ist bereits 1988 mit dem Internationalen Übereinkommen zur Verhütung der Meeresverschmutzung durch Schiffe (MARPOL) im Annex V verboten worden: Die Schiffsführung kommerzieller Schiffe ist verpflichtet, in einem sogenannten Mülltagebuch über den gesamten an Bord anfallenden Müll Buch zu führen. Die Abgabe an Land ist mittels einer Quittung nachzuweisen. Verstöße gegen diese Bestimmungen können empfindliche Bußgelder nach sich ziehen; in Deutschland können gemäß Verordnung über Zuwiderhandlungen gegen das Internationale Übereinkommen von 1973 zur Verhütung der Meeresverschmutzung durch Schiffe und gegen das Protokoll von 1978 zu diesem Übereinkommen (MARPOL-Zuwiderhandlungsverordnung) Bußgelder von bis zu 50.000 € verhängt werden.

#### Zusammensetzung von Kunststoffen
Angestrebt wird auch, leichter biologisch abbaubare Kunststoffe und umweltverträglichere Polymere, Additive und Füllstoffe zu verwenden. Wissenschaftler der University of Southern Mississippi haben einige Polymere für den Zerfall im Meerwasser optimiert. Abbaufördernde Additive wie in oxo-abbaubaren Kunststoffen haben sich hingegen als wirkungslos erwiesen. Eine im April 2019 veröffentlichte Studie zeigt, dass diese neuartigen Materialien keine genügend hohe Abbaubarkeit aufweisen und sich in der Umwelt anreichern können.

#### Einweg-Plastik-Richtlinie
Die EU hat am 5. Juni 2019 die Richtlinie (EU) 2019/904 (Einwegkunststoff-Richtlinie) beschlossen. Bestimmte Einwegprodukte, welche aus Kunststoff hergestellt sind, wie Einweggeschirr, Trinkhalme und Wattestäbchen mit Kunststoffanteil, dürfen in Deutschland seit dem 3. Juli 2021 nicht mehr in Verkehr gebracht werden.

#### UN-Abkommen gegen die Plastikvermüllung von Umwelt und Meeren
Im Jahr 2022 haben sich die Vereinten Nationen verpflichtet, sich bis 2024 auf ein globales rechtsverbindliches UN-Abkommen gegen die Plastikvermüllung von Umwelt und Meeren zu einigen.
Ende November 2024 fand die fünfte Runde von fünf geplanten Verhandlungsrunden in Busan (Südkorea) statt. Mehr als 3000 eckige Klammern – jede davon enthält einen Umformulierungswunsch – zeigten einen breiten Dissens. Derzeit werden weltweit jedes Jahr rund 400 Millionen Tonnen Plastik produziert - recycelt werden davon im weltweiten Durchschnitt nur zehn Prozent. Fast 150 Millionen Tonnen werden nicht fachgerecht entsorgt oder landen in der Natur. 
Die Weltbank schätzt, dass im Jahr 2040 weltweit 700 Millionen Tonnen Plastik jährlich produziert werden könnten. Eine Allianz von Staaten, die ein weitreichendes Abkommen fordert (High Ambition Coalition), strebt deshalb ein Abkommen an, das auch vorsieht, dass künftig weniger neues Plastik produziert werden soll. Die EU hat sich dieser Koalition angeschlossen. Die fünfte Verhandlungsrunde in Busan endete ohne eine Einigung.
Am 5. August 2025 begann die sechste Runde der UN-Verhandlungen über ein weltweites Abkommen gegen Plastikverschmutzung in Genf. Greenpeace urteilte vorab: „Noch nie war die Chance so groß, die Plastikflut an der Quelle einzudämmen – doch ebenso groß ist die Gefahr, dass das Abkommen an den Interessen der Plastiklobby und der Ölindustrie scheitert.“ Eine Koalition aus über 100 Staaten, darunter die Europäische Union, Mexiko, Panama und Ruanda, fordern eine Obergrenze für die Plastikproduktion, während Ölstaaten wie Saudi-Arabien und Russland sich vehement dagegen stellen und angeben, auf effiziente Abfallwirtschaft zu setzen. Die Konferenz sollte ursprünglich am 14. August 2025 enden, wurde dann aber bis zum Morgen des 15. August verlängert. Sie endete ohne die Verabschiedung eines Abkommens; auch ein Vertragsentwurf, der auf alle bindenden Verpflichtungen verzichtete, fand keine einhellige Zustimmung.

## Rezeption
- Addicted to plastic (Film)
- A Plastic Ocean (Film)
- Der Plastikstrand von Hawaii – Wo der Müll der Welt an Land geht (Radio-Reportage[172])
- Endstation Meer? Das Plastikmüll-Projekt (Ausstellung,[173] Projekt[174])
- Plastic Planet (Buch, Film)
- Trashed (Dokumentation)[175]
- Vincent Perazio: Mikroplastik im Meer: Unsichtbar, aber auch ungefährlich?, ARTE France & Via Découvertes, arte 2016

## Rundfunkberichte
- Anja Krieger und Christine Westerhaus: Teilchenfänger – Ideen gegen Mikroplastik im Meer, Deutschlandfunk – „Wissenschaft im Brennpunkt“ vom 4. Juni 2017

### Organisationen
- Kongressunterlagen des GESAMP Workshops über Mikrokunststoffkleinteile, 28.–30. Juni 2010, Paris: Proceedings of the GESAMP International Workshop on micro-plastic particles as a vector in transporting persistent, bio-accumulating and toxic substances in the oceans, jodc.go (2,19 MB)
- Plastikmüll im Meer, nabu.de (25. Februar 2015)
- Ein Ozeanograph gegen Plastikmüll (Memento vom 10. Februar 2013 im Webarchiv archive.today), 3sat.de, nano
- Facts and figures on marine pollution, UNESCO
- WWF-Plastikreport: Die große Plastikpleite. In: wwf.de. Abgerufen am 5. März 2019: „Neuer WWF-Bericht zu Plastikmüll: Globale UN-Konvention gegen die Plastikflut ist überfällig“

### Zeitungen und Zeitschriften
- Güven Purtul: Plastik im Magen. In: Süddeutsche Zeitung, 17. Mai 2010
- 46.000 Plastikteile auf einem Quadratkilometer. In: Die Welt, 9. Juni 2009
- Kara Lavender Law, Skye E. Morét-Ferguson, Deborah S. Goodwin, Erik R. Zettler, Emelia DeForce, Tobias Kukulka, Giora Proskurowski: Distribution of Surface Plastic Debris in the Eastern Pacific Ocean from an 11-Year Data Set. Environmental Science & Technology 2014, 48(9), 4732–4738; doi:10.1021/es4053076
- Marcus Eriksen, Laurent C. M. Lebreton, Henry S. Carson, Martin Thiel, Charles J. Moore, Jose C. Borerro, Francois Galgani, Peter G. Ryan, Julia Reisser: Plastic Pollution in the World's Oceans: More than 5 Trillion Plastic Pieces Weighing over 250,000 Tons Afloat at Sea. PLoS ONE 2014, 9(12), doi:10.1371/journal.pone.0111913
- bigthink.com, 10. August 2018, Frank Jacobs: Just 10 streams carry 95 % of all river-borne plastic into the ocean („Lediglich zehn Flüsse bringen 95 % aller entsprechenden Kunststoffe in die Ozeane“)